# تقی روحانی
تقی روحانی (۴ مرداد ۱۲۹۹ – ۵ تیر ۱۳۹۲) گوینده رادیو ایران تا هنگام انقلاب اسلامی و از مشهورترین گویندگان بخش خبر رادیو و مجری برنامه‌های مختلفی از جمله مسابقه «بیست‌سوالی» و «صبح جمعه با شما» بود.

## زندگی‌نامه
روحانی متولد ۴ مرداد ۱۲۹۹ در تهران بود. او علاوه بر گویندگی خبر، دبیر دبیرستان بود. روحانی از مشهورترین گویندگان بخش خبر رادیو و مجری برنامه‌های مختلفی از جمله مسابقه بیست سؤالی بود.
در سال ۱۳۵۷ که جمعی از کارکنان رادیو تلویزیون به اعتصاب دست زده بودند، وی به گویندگی خبر در رادیو ادامه داد و همین امر سبب شد تا بعدها مورد غضب انقلابیون قرار بگیرد.

### بازداشت در سال ۱۳۵۸
تقی روحانی در سال ۱۳۵۸ و پس از انقلاب اسلامی ایران، بازداشت شد. او در دادگاه انقلاب مورد محاکمه قرار گرفت. به گزارش روزنامه کیهان «تقی روحانی متهم است که در زمان نخست‌وزیری (جعفر) شریف امامی و (غلامرضا) ازهاری با استفاده از فرستنده‌های رادیویی در جهت وارونه نشان دادن سیر انقلاب اسلامی ایران و تحکیم سلطنت و استعمار مردم پافشاری کرده است…» او در دادگاه انقلاب به جرم تبلیغ به نفع رژیم پهلوی با استفاده از دستگاه رادیو و تلویزیون و اهانت به انقلاب اسلامی ایران از طریق ادای کلمات فریبنده و مزورانه برای ایجاد مانع و سد در مسیر انقلاب به ۵ سال حبس محکوم شد طی این حکم، روحانی باید ۲ سال اول محکومیت خود را در زندان ایرانشهر و سه سال باقی‌مانده را در زندان‌های تهران بگذراند. همچنین او به علت اعتراف به شرب خمر از طرف حاکم شرع به حد شرعی ۸۰ ضربه شلاق محکوم شده بود.

### ربایش توسط گروه توحیدی پیام مستضعفین
تقی روحانی در روز ۱۱ مهرماه ۱۳۵۸ در حالی که برای طی دوران محکومیتش به ایرانشهر برده می‌شد، از سوی یک گروه مسلح ربوده شد و در بیابان‌های اطراف جاده آرامگاه به‌شدت مضروب شد. به گفته روزنامه کیهان، فرد ناشناسی که خود را عضو گروه توحیدی پیام مستضعفین می‌دانست، مسئولیت این عملیات را عهده‌دار شد و مدعی شد که روحانی از دست پاسداران ربوده و در بیابان‌ها اعدام شده است.
روز بعد، پاسداران انقلاب پیکر نیمه جان او را در حالی که مغزش از کاسه سر بیرون زده بود، در بیابان‌های صالح‌آباد تهران پیدا کردند. او سریعاً به بیمارستان دکتر فاطمی منتقل و تحت عمل جراحی قرار گرفت. پزشکان در ابتدا به زنده ماندن او، امیدی نداشتند، اما در نهایت بر اثر ضربات وارده به او، او برای همیشه فلج شد و قدرت تکلمش را از دست داد.

### درگذشت
وی پس از اینکه دو ماه را در بیمارستان سرخه حصار بستری گردید در روز چهارشنبه ۵ تیر ۱۳۹۲ در سن ۹۳ سالگی در همان‌جا درگذشت.